# Lhakpa Tsamchoe
Lhakpa Tsamchoe (tibétain : ལྷག་པ་མཚམས་གཅོད, Wylie : lhag pa mtshams gcod), née dans le sud de l’Inde, 1972) est une actrice indienne d’origine tibétaine.

## Parcours
Elle a grandi en Inde du Sud où ses parents se sont installés à la suite de l'invasion du Tibet en 1959 après s'être enfui du Tibet.
Elle a étudié la chimie, la botanique et la zoologie à un niveau universitaire à Bangalore, et pendant ses études, elle a été élue secrétaire du congrès de la jeunesse tibétaine.
Son père est un membre élu du Gouvernement tibétain en exil et sa mère a été vice-présidente de l'association des femmes tibétaines en exil. En 2001, elle se maria et dirige depuis une petite librairie sur le bouddhisme à Boulder (Colorado).
Elle pratique le bouddhisme tibétain (de l’école Karma Kagyu) et effectue 3 jours de retraite spirituelle par mois. Depuis novembre 2006, elle est en retraite pour une durée de 3 ans, 3 mois et 3 jours. 

## Carrière du cinéma
1997 - elle est la première femme tibétaine à avoir joué dans des films grand public et est connue pour son rôle aux côtés de Brad Pitt et David Thewlis dans le film Sept ans au Tibet, elle jouait le rôle de Pema Lhaki, couturière et épouse de l'alpiniste autrichien Peter Aufschnaiter.
1999 - elle interprète Pema, la veuve du chef défunt et mère d'un fils de l'ancien chef Tinlé, un rôle de premier plan dans Himalaya : L'Enfance d'un chef.
2006 - dans le film indien Milarépa : La Voie du bonheur (Milarepa), tourné dans la magnifique vallée de Spiti, proche de la frontière entre l’Inde, le Pakistan, et le Tibet, elle a joué un rôle de tante Peydon, durant les années de formation  du protagoniste célèbre, Milarépa (1052-1135) qui est un des yogi tibétain les plus connus du grand public. 